# Beeldsensor

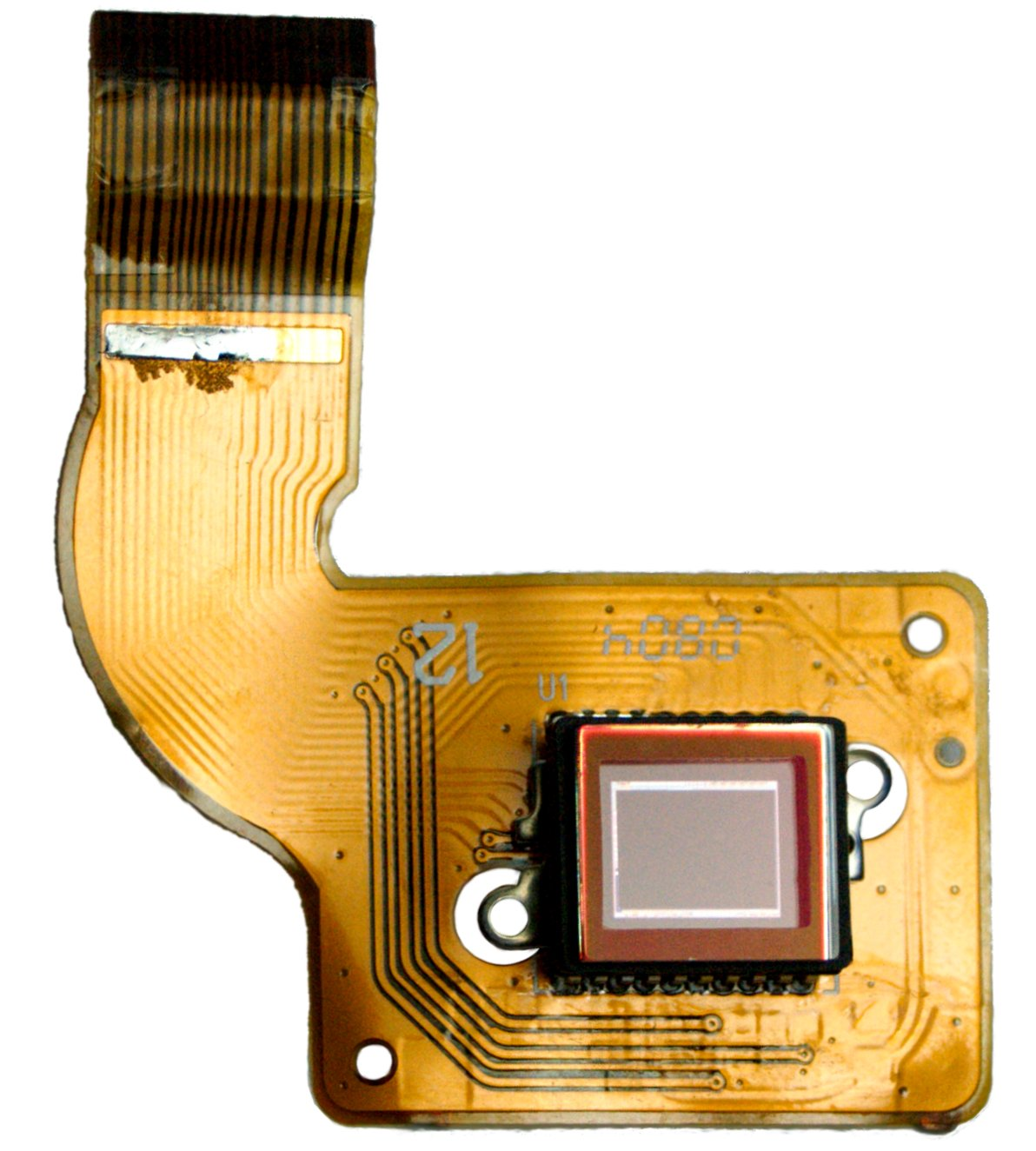
Een CCD-beeldsensor op een flexibel moederbord

Formaten van sensoren gebruikt in digitale camera's

Beeldsensor is de algemene term voor een elektronische component dat uit meerdere lichtgevoelige elementen bestaat, waarmee beelden elektronisch vastgelegd kunnen worden. De meest toegepaste beeldsensoren zijn de CCD-chip en de CMOS-chip; een minder toegepaste is de Foveon-sensor. Voor de komst van de micro-elektronica werden ook elektronenbuizen zoals de Plumbicon als beeldsensor gebruikt voor met name televisie-opnamen.
Beeldsensoren worden toegepast in allerlei soorten camera's, zowel voor video als voor digitale fotografie. Ook bijvoorbeeld in een optische muis zit een kleine beeldsensor, die de beweging over de ondergrond detecteert.
Hieronder een tabel met de aanduidingen van sensortypen en hun werkelijke fysieke grootte.
De crop-factor of verkleiningsfactor in het Nederlands geeft de mate aan waarin een sensor kleiner of groter is ten opzichte van een gekozen referentieformaat, merendeels het kleinbeeldformaat (24×36 mm), zoals in de tabel hieronder.
Een kleinere sensor heeft als voordeel dat er kleinere lenzen kunnen worden gebruikt om dezelfde afbeeldingsverhoudingen te krijgen. Hierdoor zijn deze fototoestellen lichter en goedkoper. Het belangrijkste nadeel van een kleine sensor is dat deze meer ruisgevoelig is dan een grote sensor.
| Type                                                 | Diagonaal (mm) | Breedte (mm) | Hoogte (mm) | Oppervlakte (mm2) | Cropfactor |
| ---------------------------------------------------- | -------------- | ------------ | ----------- | ----------------- | ---------- |
| 1/10"                                                | 1,60           | 1,28         | 0,96        | 1,23              | ?          |
| 1/8"                                                 | 2,00           | 1,60         | 1,20        | 1,92              | 21,65      |
| 1/6"                                                 | 3,00           | 2,40         | 1,80        | 4,32              | 14,14      |
| 1/4"                                                 | 4,50           | 3,60         | 2,7         | 7,68              | 10,83      |
| 1/3,6"                                               | 5,00           | 4,00         | 3,00        | 12,0              | 8,65       |
| 1/3,2"                                               | 5,68           | 4,54         | 3,42        | 15,50             | 7,61       |
| 1/3"                                                 | 6,00           | 4,80         | 3,60        | 17,30             | 7,21       |
| 1/2,7"                                               | 6,72           | 5,37         | 4,04        | 21,70             | 6,44       |
| 1/2,5"                                               | 7,18           | 5,76         | 4,29        | 24,70             | 6,02       |
| 1/2,3"                                               | 7,70           | 6,16         | 4,62        | 28,50             | 5,62       |
| 1/2"                                                 | 8,00           | 6,40         | 4,80        | 30,70             | 5,41       |
| 1/1,8"                                               | 8,93           | 7,18         | 5,32        | 38,20             | 4,84       |
| 1/1,7"                                               | 9,50           | 7,60         | 5,70        | 43,30             | 4,55       |
| 1/1,6"                                               | 10,07          | 8,08         | 6,01        | 48,56             | 4,30       |
| 2/3"                                                 | 11,00          | 8,80         | 6,60        | 58,10             | 3,93       |
| Super 16mm                                           | 14,54          | 12,52        | 7,41        | 92,80             | 2,97       |
| Nikon CX-formaat                                     | 15,86          | 13,20        | 8,80        | 116               | 2,81       |
| 1"                                                   | 16,00          | 12,80        | 9,60        | 123               | 2,73       |
| 4/3 - m4/3 (Four Thirds en Micro Four Thirds)        | 21,60          | 17,30        | 13          | 225               | 2,00       |
| Sigma Foveon X3                                      | 24,90          | 20,70        | 13,80       | 286               | 1,74       |
| Canon APS-C                                          | 26,70          | 22,20        | 14,80       | 329               | 1,62       |
| General APS-C (Nikon, Pentax, Sony/Minolta, Samsung) | 28,2-28,4      | 23,6-23,7    | 15,60       | 368-370           | 1,52-1,54  |
| Canon APS-H                                          | 33,50          | 27,90        | 18,60       | 519               | 1,29       |
| 35mm full-frame, Nikon D4, Nikon D600                | 43,2-43,3      | 36           | 23,9-24,3   | 860-864           | 1,0        |
| Leica S2                                             | 54             | 45           | 30          | 1350              | 0,80       |
| Pentax 645D                                          | 55             | 44           | 33          | 1452              | 0,78       |
| Kodak KAF 39000 CCD                                  | 61,30          | 49           | 36,80       | 1803              | 0,71       |
| Leaf AFi 10                                          | 66,57          | 56           | 36          | 2016              | 0,65       |
| Phase One P 65+, IQ160, IQ180                        | 67,40          | 53,90        | 40,40       | 2178              | 0,64       |